# Kálvária-kápolna (Búcsúszentlászló)
Búcsúszentlászló Kálvária-kápolnája a búcsújáró hely épületegyüttese fölötti domb tetején áll, körötte körülötte a keresztúti stációkkal. Műemlék; törzsszáma 6420, helyrajzi száma: 421.
A kápolna és a stációk is barokk stílusúak a 18. század második feléből.
A szabadon álló, egyhajós kápolna szentélye félkörívben záródik. Nyeregteteje a szentély felől kontyolt. Oromfalas, huszártornyos nyugati homlokzatán kőkeretes, kovácsoltvas kapu nyílik, fölötte ovális ablakkal. Hajója csehsüvegboltozatos, szentélye negyedgömb boltozatú.
Berendezésének egy része:
- Kálvária-oltár,
- mellékalakok,
- tabernákulum

eredeti a 18. század második feléből; más része:
- fa feszület korpusszal,
- padok

19. századi.